# Monte-Carlo Squash Classic

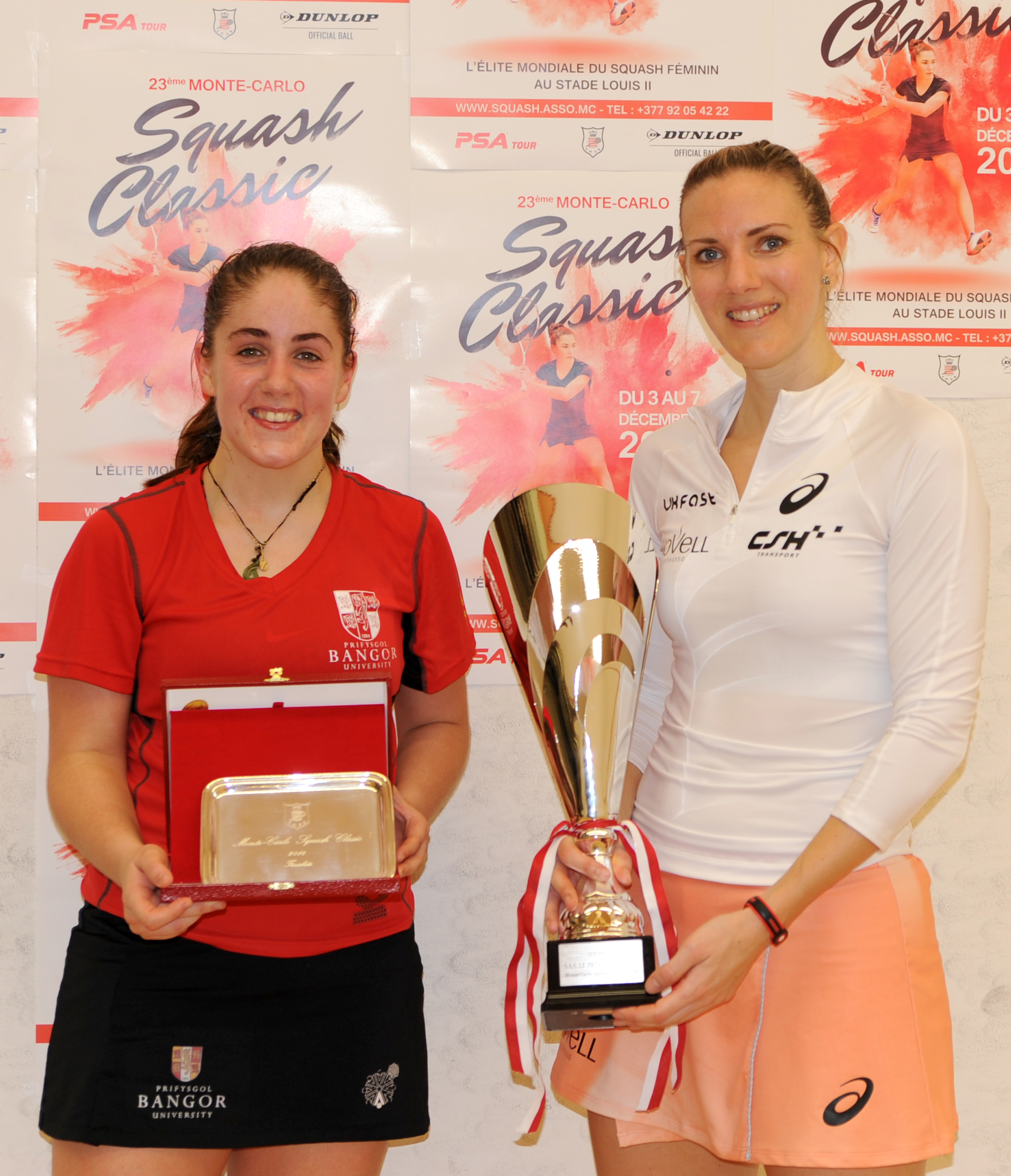
Laura Massaro remporte le Monte-Carlo Squash Classic 2018 face à Tesni Evans

Le Monte-Carlo Squash Classic est un tournoi annuel de squash organisé en novembre à Monaco par le Monte-Carlo Squash Racket Club et l'Association internationale des joueuses de squash (WSA). C’est au sein du Monte Carlo Country Club (qui accueille le tournoi Masters 1000 de tennis) que les premiers courts de squash de l’hexagone voient le jour – en 1925, soit deux ans avant ceux du Jeu de Paume à Paris. Sous l’impulsion du Prince Rainier III, grand amateur de la discipline, un virage important est emprunté en 1969 avec la création de l’association Monte-Carlo Squash Rackets Club, qui s’installe dans le nouveau stade Louis II en 1985 (avec quatre courts dont un central équipé d’un mur latéral vitré, autorisant une vue panoramique du jeu). Les matchs de qualification et du tableau principal sont joués sur les terrains de squash du stade Louis-II à Monaco.

## Palmarès[3]
| Année | Championne                                         | Finaliste                                          | Score                                              |
| ----- | -------------------------------------------------- | -------------------------------------------------- | -------------------------------------------------- |
| 2024  | Tesni Murphy                                       | Sarah-Jane Perry                                   | 11-9, 11-9, 12-10 (45 min)                         |
| 2023  | Lucy Turmel                                        | Emily Whitlock                                     | forfait                                            |
| 2022  | Mélissa Alves                                      | Rana Ismail                                        | 11-7, 10-12, 11-7, 11-9 (50 min)                   |
| 2021  | annulé à cause de la pandémie de Covid-19 à Monaco | annulé à cause de la pandémie de Covid-19 à Monaco | annulé à cause de la pandémie de Covid-19 à Monaco |
| 2020  | annulé à cause de la pandémie de Covid-19 à Monaco | annulé à cause de la pandémie de Covid-19 à Monaco | annulé à cause de la pandémie de Covid-19 à Monaco |
| 2019  | Sabrina Sobhy                                      | Yathreb Adel                                       | 11-3, 12-10, 11-5 (32 min)                         |
| 2018  | Laura Massaro                                      | Tesni Evans                                        | 11-9, 11-13, 11-9, 7-11, 11-3 (68 min)             |
| 2017  | Donna Urquhart                                     | Zeina Mickawy                                      | 7-11, 11-4, 10-12, 11-2, 11-9 (53 min)             |
| 2016  | Victoria Lust                                      | Millie Tomlinson                                   | 9-11, 11-6, 5-11, 11-9, 11-8 (70 min)              |
| 2015  | Jenny Duncalf                                      | Sarah-Jane Perry                                   | 11-4, 13-11, 11-9 (44 min)                         |
| 2014  | Nouran Gohar                                       | Omneya Abdel Kawy                                  | 15-13, 10-12, 11-7, 7-11, 11-9 (73 min)            |
| 2013  | Camille Serme                                      | Laura Massaro                                      | 11-7, 17-15, 9-11, 11-8 (84 min),                  |
| 2012  | Natalie Grinham                                    | Madeline Perry                                     | 6-11, 12-10, 11-2, 11-2 (35 min)                   |
| 2011  | Natalie Grinham                                    | Annie Au                                           | 7-11, 9-11, 12-10, 11-8, 11-8 (65 min)             |
| 2010  | Omneya Abdel Kawy                                  | Vanessa Atkinson                                   | 11-5, 11-7, 4-11, 11-9 (33 min)                    |
| 2009  | Laura Massaro                                      | Madeline Perry                                     | 11-5, 11-9, 11-13, 2-11, 11-6 (73 min)             |
| 2008  | Laura Massaro                                      | Rachael Grinham                                    | 11-7, 11-9, 9-11, 7-11, 11-9 (66 min)              |
| 2007  | Natalie Grinham                                    | Rachael Grinham                                    | 9-7, 9-6, 9-7 (49 min)                             |
| 2006  | Natalie Grinham                                    | Vanessa Atkinson                                   | 9-2, 9-6, 9-2 (33 min)                             |
| 2005  | Vanessa Atkinson                                   | Madeline Perry                                     | 9-2, 9-5 9-7 (42 min)                              |
| 2004  | Cassie Jackman                                     | Jenny Tranfield                                    | 9-6 9-0 9-5 (42 min)                               |
| 2003  | Linda Charman                                      | Nicol David                                        | 8-10, 9-1, 9-6, 9-1 (42 min)                       |
| 2002  | Natalie Pohrer                                     | Rebecca Macree                                     | 9-3, 9-5, 9-3 (31 min),                            |
| 2001  | Cassie Campion                                     | Fiona Geaves                                       | 9-5, 9-3, 9-0                                      |
| 2000  | Fiona Geaves                                       | Stephanie Brind                                    | 6-9, 1-9, 9-7, 9-2, 9-3 (61 min)                   |
| 1999  | Cassie Jackman                                     | Vanessa Atkinson                                   | 9-6, 9-0, 9-5 (42 min)                             |
| 1998  | Sue Wright                                         | Sabine Schöne                                      | 9-2, 9-4, 9-8 (43 min)                             |
| 1997  | Sarah Fitz-Gerald                                  | Sue Wright                                         | 9–1, 4–9, 9–1, 9–4                                 |
| 1996  | Sarah Fitz-Gerald                                  | Cassie Jackman                                     | 9–4, 9–2, 4–9, 9–6                                 |